# Champions Hockey League 2018/19
Die Saison 2018/19 war die fünfte Austragung des höchsten Wettbewerbs für Klubmannschaften im europäischen Eishockey. Der Wettbewerb wurde mit einem reduzierten Teilnehmerfeld ausgetragen, wobei sich alle 32 Teilnehmer sportlich qualifizieren mussten. Den Titel sicherte sich bereits zum dritten Mal der Frölunda HC Göteborg aus der Svenska Hockeyligan, der im Finale den EHC Red Bull München aus der Deutschen Eishockey Liga mit 3:1 bezwang.
Die Begegnungen der Gruppenphase waren zwischen dem 30. August und dem 17. Oktober 2018 angesetzt. Die Spiele der K.O.-Phase begannen am 6. November 2018 und endeten mit dem Finalspiel am 5. Februar 2019.

## Modus
Die 32 Mannschaften starten in einer Gruppenphase mit acht Gruppen à vier Clubs. Die Mannschaften spielten dabei gegen jeden Gruppengegner ein Heim- und ein Auswärtsspiel.
Die beiden besten Mannschaften jeder Gruppe qualifizierten sich für die Achtelfinale. Dieses sowie die folgenden Runden wurden im KO-Verfahren als Hin- und Rückspiel ausgetragen. Das Finale wurde in einem Spiel ausgetragen.

## Teilnehmer
An der CHL nahmen 32 Clubs aus 13 Ligen teil. Je nach Ligastärke entfielen auf die sechs sogenannten Gründungsligen drei bis fünf Startplätze (darunter der Titelverteidiger) und auf die sieben sogenannten Challengeligen je ein Startplatz. Dazu kam ein Startplatz für den Sieger des IIHF Continental Cup 2017/18, den HK Junost Minsk.

### Startplätze nach Liga
| Gründungsligen: - Svenska Hockeyligan (Schweden): 5 - Liiga (Finnland): 5 - National League (Schweiz): 4 - Tipsport Extraliga ledního hokeje (Tschechien): 4 - Deutsche Eishockey Liga (Deutschland): 3 - Erste Bank Eishockey Liga (Österreich *): 3 | Challengerligen, je ein Startplatz: - GET-ligaen (Norwegen) - Metal Ligaen (Dänemark) - Ligue Magnus (Frankreich) - Extraliga (Slowakei) - Elite Ice Hockey League (Großbritannien) - Extraliga (Belarus) - Ekstraliga (Polen) |

Die Startplätze der jeweiligen Liga wurden nach folgender Reihenfolge vergeben:
- Titelverteidiger
- Meister
- Hauptrundensieger
- Hauptrundenzweiter (in der EBEL Sieger der Pick Round)
- Play-off-Finalist
- Play-off-Halbfinalisten (sortiert nach Platzierung der Hauptrunde)
- In den Play-offs ausgeschiedene Mannschaften nach Platzierung der Hauptrunde

### Übersicht der qualifizierten Clubs
Stand: 30. April 2018
| - SHL: 5 Vereine Växjö Lakers (Meister, Hauptrundensieger) Djurgårdens IF Stockholm (Hauptrundenzweiter) Skellefteå AIK (Finalist) Malmö Redhawks (Halbfinalist) Frölunda HC Göteborg (Dritter Hauptrunde) - Liiga: 5 Vereine JYP Jyväskylä (Titelverteidiger) Oulun Kärpät (Meister, Hauptrundensieger) TPS Turku (Hauptrundenzweiter) Tappara Tampere (Finalist) HIFK Helsinki (Halbfinalist) - National League: 4 Vereine ZSC Lions Zürich (Meister) SC Bern (Hauptrundensieger) EV Zug (Hauptrundenzweiter) HC Lugano (Finalist) | - Extraliga: 4 Vereine HC Kometa Brno (Meister) HC Plzeň 1929 (Hauptrundensieger) Mountfield Hradec Králové (Hauptrundenzweiter) HC Oceláři Třinec (Finalist) - DEL: 3 Vereine EHC Red Bull München (Meister, Hauptrundensieger) Eisbären Berlin (Hauptrundenzweiter) Nürnberg Ice Tigers (Halbfinalist) - EBEL: 3 Vereine HC Bozen (Meister) EC Red Bull Salzburg (Finalist) Vienna Capitals (Hauptrundensieger) - IIHF Continental Cup: 1 Verein HK Junost Minsk (Sieger) | - GET-ligaen: 1 Verein Storhamar Hockey (Meister) - Metal Ligaen: 1 Verein Aalborg Pirates (Meister) - Ligue Magnus: 1 Verein Dragons Rouen (Meister) - PLH: 1 Verein GKS Tychy (Meister) - Extraliga: 1 Verein HC 05 Banská Bystrica (Meister) - EIHL: 1 Verein Cardiff Devils (EIHL-Meister) - Extraliga: 1 Verein HK Njoman Hrodna (Meister) |

## Auslosung
Die Auslosung fand am 16. Mai 2018 im Rahmen der Eishockey-Weltmeisterschaft in Kopenhagen statt. Die Setzliste wurde nach dem CHL-Ranking erstellt. Bei der Auslosung durften keine Teams aus derselben Liga aufeinandertreffen, in diesem Fall würde die gezogene Mannschaft in die nächste freie Gruppe eingeteilt.
- Topf 1:  JYP Jyväskylä (Titelverteidiger),  Växjö Lakers,  Oulun Kärpät,  HC Kometa Brno,  ZSC Lions Zürich,  EHC Red Bull München,  HC Bozen (EBEL),  Djurgården IF Stockholm

- Topf 2:  TPS Turku,  HC Plzeň 1929,  SC Bern,  Eisbären Berlin,  Vienna Capitals,  Skellefteå AIK,  Tappara Tampere,  Mountfield Hradec Králové

- Topf 3:  EV Zug,  Nürnberg Ice Tigers,  EC Red Bull Salzburg,  Malmö Redhawks,  HIFK Helsinki,  HC Oceláři Třinec,  HC Lugano,  Frölunda HC Göteborg

- Topf 4:  HC 05 Banská Bystrica,  HK Njoman Hrodna,  Storhamar Hockey,  Cardiff Devils,  Aalborg Pirates,  Dragons de Rouen,  GKS Tychy,  HK Junost Minsk (Sieger des IIHF Continental Cup)

| Gruppe A                | Gruppe B                  | Gruppe C             | Gruppe D              |
| ----------------------- | ------------------------- | -------------------- | --------------------- |
| ZSC Lions Zürich        | EHC Red Bull München      | HC Bozen             | HC Kometa Brno        |
| Vienna Capitals         | TPS Turku                 | Skellefteå AIK       | Eisbären Berlin       |
| Frölunda HC Göteborg    | Malmö Redhawks            | HIFK Helsinki        | EV Zug                |
| Aalborg Pirates         | HK Junost Minsk           | GKS Tychy            | HK Njoman Hrodna      |
| Gruppe E                | Gruppe F                  | Gruppe G             | Gruppe H              |
| Djurgården IF Stockholm | Oulun Kärpät              | Växjö Lakers         | JYP Jyväskylä         |
| Tappara Tampere         | Mountfield Hradec Králové | SC Bern              | HC Plzeň 1929         |
| HC Oceláři Třinec       | Nürnberg Ice Tigers       | EC Red Bull Salzburg | HC Lugano             |
| Storhamar Hockey        | Dragons de Rouen          | Cardiff Devils       | HC 05 Banská Bystrica |

## Gruppenphase

### Gruppe A
| 30. August 2018 19:45 Uhr | ZSC Lions Zürich Tim Berni (4:23) Christian Marti (17:51) Kevin Klein (33:11) Jérôme Bachofner (49:05) Chris Baltisberger (52:28) Christian Marti (60:24) | 6:5 n. V. (2:2, 1:2, 2:1) Spielbericht | Aalborg Pirates Nikolaj Carstensen (5:45) Aaron Harstad (18:27) David Friedmann (29:37) Martin Hojbjerg (39:22) Spencer Humphries (46:43) | Hallenstadion, Zürich Zuschauer: 2.435 |

| 30. August 2018 20:20 Uhr | Vienna Capitals Peter Schneider (21:46) | 1:4 (0:0, 1:3, 0:1) Spielbericht | Frölunda HC Göteborg Joel Lundqvist (36:55) Linus Nässén (38:24) Max Friberg (39:27) Chay Genoway (58:29) | Erste Bank Arena, Wien Zuschauer: 3.100 |

| 1. September 2018 19:45 Uhr | ZSC Lions Zürich Severin Blindenbacher (17:38) Dave Sutter (36:21) Fredrik Pettersson (65:00) | 3:2 n. P. (1:0, 1:1, 0:1, 0:0, 0:1) Spielbericht | Frölunda HC Göteborg Max Friberg (25:42) Gustav Lindström (43:19) | Hallenstadion, Zürich Zuschauer: 3.415 |

| 1. September 2018 20:20 Uhr | Vienna Capitals Peter Schneider (6:39) Rafael Rotter (31:46) | 2:3 n. V. (1:0, 1:2, 0:0, 0:1) Spielbericht | Aalborg Pirates David Friedmann (27:25) Jeppe Jul Korsgaard (29:00) Thomas Spelling (61:00) | Erste Bank Arena, Wien Zuschauer: 2.400 |

| 6. September 2018 18:30 Uhr | Frölunda HC Göteborg Chay Genoway (23:45) Viktor Ekbom (52:18) Mats Rosseli Olsen (55:40) Max Friberg (59:23) | 4:2 (0:0, 1:1, 3:1) Spielbericht | ZSC Lions Zürich Roman Červenka (22:41) Pius Suter (58:03) | Frölundaborg, Göteborg Zuschauer: 2.803 |

| 6. September 2018 19:30 Uhr | Aalborg Pirates Thomas Spelling (48:04) | 1:6 (0:1, 0:4, 1:1) Spielbericht | Vienna Capitals Emilio Romig (15:22) Peter Schneider (28:04) Mat Clark (31:07) Andreas Nödl (34:40) Peter Schneider (38:44) Peter Schneider (43:00) | Bentax Isarena, Aalborg Zuschauer: 1.673 |

| 8. September 2018 15:00 Uhr | Frölunda HC Göteborg Max Friberg (57:07) | 1:4 (0:1, 0:2, 1:1) Spielbericht | Vienna Capitals Rafael Rotter (9:50) Kelsey Tessier (23:46) Chris DeSousa (30:52) Rafael Rotter (58:23) | Frölundaborg, Göteborg Zuschauer: 2.733 |

| 8. September 2018 19:00 Uhr | Aalborg Pirates Mikkel Højbjerg (17:52) | 1:2 (1:0, 0:2, 0:0) Spielbericht | ZSC Lions Zürich Maxim Noreau (21:33) Denis Hollenstein (23:26) | Bentax Isarena, Aalborg Zuschauer: 1.491 |

| 9. Oktober 2018 18:30 Uhr | Frölunda HC Göteborg Mats Rosseli-Olsen (23:36) Samuel Fagemo (28:28) Tim Söderlund (43:08) Gustav Lindström (53:42) Samuel Fagemo (56:22) Samuel Fagemo (59:56) | 6:0 (0:0, 2:0, 4:0) Spielbericht | Aalborg Pirates | Frölundaborg, Göteborg Zuschauer: 2.233 |

| 9. Oktober 2018 19:45 Uhr | ZSC Lions Zürich Denis Hollenstein (1:25) Jérôme Bachofner (13:32) Marco Miranda (26:14) Kevin Klein (38:35) Pius Suter (49:45) Chris Baltisberger (56:23) Severin Blindenbacher (57:43) | 7:4 (2:0, 2:1, 3:3) Spielbericht | Vienna Capitals Alex Wall (37:13) Peter Schneider (41:18) Rafael Rotter (46:47) Alex Wall (56:37) | Hallenstadion, Zürich Zuschauer: 4.050 |

| 16. Oktober 2018 19:30 Uhr | Vienna Capitals Peter Schneider (22:00) Kelsey Tessier (44:07) | 2:6 (0:3, 1:2, 1:1) Spielbericht | ZSC Lions Zürich Marco Miranda (2:15) Roman Červenka (11:27) Chris Baltisberger (18:20) Roman Wick (29:51) Jérôme Bachofner (34:15) Severin Blindenbacher (47:26) | Erste Bank Arena, Wien Zuschauer: 2.500 |

| 16. Oktober 2018 19:30 Uhr | Aalborg Pirates Mikkel Højbjerg (31:22) | 1:5 (0:2, 1:2, 0:1) Spielbericht | Frölunda HC Göteborg Chay Genoway (6:31) Simon Hjalmarsson (12:04) Joel Lundqvist (20:20) Ponthus Westerholm (28:24) Sebastian Stålberg (45:46) | Bentax Isarena, Aalborg Zuschauer: 1.774 |

| Pl. |                      | Sp | S | OTS | OTN | N | Tore  | Punkte |
| 1.  | Frölunda HC Göteborg | 6  | 4 | 0   | 1   | 1 | 22:11 | 13     |
| 2.  | ZSC Lions Zürich     | 6  | 3 | 2   | 0   | 1 | 26:18 | 13     |
| 3.  | Vienna Capitals      | 6  | 2 | 0   | 1   | 3 | 19:22 | 7      |
| 4.  | Aalborg Pirates      | 6  | 0 | 1   | 1   | 4 | 11:27 | 3      |

Abkürzungen: Pl. = Platz, Sp = Spiele, S = Siege, OTS = Siege nach Verlängerung (Overtime) oder Penaltyschießen, OTN = Niederlagen nach Verlängerung oder Penaltyschießen, N = Niederlagen

Erläuterungen: Achtelfinalqualifikant

### Gruppe B
| 31. August 2018 18:30 Uhr | Malmö Redhawks Lars Bryggman (6:18) Marcus Sylvegård (28:11) Tobias Ekberg (31:58) Max Görtz (33:15) Emil Sylvegård (37:01) Lars Bryggman (50:24) Lars Bryggman (57:35) Emil Sylvegård (57:57) | 8:4 (1:1, 4:0, 3:3) Spielbericht | TPS Turku Zach Budish (16:34) Oula Palve (40:48) Simon Suoranta (45:28) Oula Palve (55:04) | Malmö Arena, Malmö Zuschauer: 3.328 |

| 31. August 2018 19:30 Uhr | EHC Red Bull München Mark Voakes (8:03) Trevor Parkes (12:50) Mark Voakes (21:03) Trevor Parkes (21:22) | 4:3 (2:1, 2:1, 0:1) Spielbericht | HK Junost Minsk Pawel Woltschak (16:45) Anatol Pratassenja (35:38) Pawel Raswadouski (43:22) | Olympia-Eissportzentrum, München Zuschauer: 2.680 |

| 2. September 2018 15:00 Uhr | Malmö Redhawks Lars Bryggman (0:12) Lars Bryggman (9:56) Emil Sylvegård (16:38) Max Görtz (22:45) Lars Bryggman (57:35) | 4:1 (3:0, 1:1, 0:0) Spielbericht | HK Junost Minsk Eduard Hryn (36:05) | Malmö Arena, Malmö Zuschauer: 2.320 |

| 2. September 2018 17:00 Uhr | EHC Red Bull München Mads Christensen (22:47) Trevor Parkes (35:30) Mads Christensen (45:03) Justin Shugg (45:54) Mads Christensen (59:35) | 5:1 (0:0, 2:0, 3:1) Spielbericht | TPS Turku Simon Suoranta (56:28) | Olympia-Eissportzentrum, München Zuschauer: 2.430 |

| 6. September 2018 18:00 Uhr | HK Junost Minsk Eduard Hryn (2:01) Jegor Gainetdinow (4:34) Michail Stefanowitsch (20:37) Aljaksandr Kahaljou (38:31) Aljaksandr Kulakou (54:54) Aljaksandr Kahaljou (58:47) | 6:2 (2:0, 2:0, 2:2) Spielbericht | Malmö Redhawks Konstantin Komarek (40:35) Malte Setkov (59:49) | Tschyschouka-Arena, Minsk Zuschauer: 3.469 |

| 6. September 2018 18:00 Uhr | TPS Turku Lauri Pajuniemi (26:19) Kaapo Kakko (34:08) Zach Budish (45:32) Oula Palve (58:41) Markus Nurmi (59:37) | 5:3 (0:1, 2:1, 3:1) Spielbericht | EHC Red Bull München Trevor Parkes (14:58) Trevor Parkes (33:02) John Mitchell (51:25) | Gatorade Center, Turku Zuschauer: 2.643 |

| 8. September 2018 18:00 Uhr | TPS Turku Kaapo Kakko (4:40) | 1:2 (1:1, 0:0, 0:1) Spielbericht | Malmö Redhawks Martin Janolhs (15:41) Nichlas Hardt (42:12) | Gatorade Center, Turku Zuschauer: 2.740 |

| 9. September 2018 18:00 Uhr | HK Junost Minsk | 0:3 (0:1, 0:0, 0:2) Spielbericht | EHC Red Bull München Trevor Parkes (6:42) Maximilian Kastner (45:58) Patrick Hager (55:10) | Tschyschouka-Arena, Minsk Zuschauer: 5.563 |

| 9. Oktober 2018 18:00 Uhr | TPS Turku Oskari Siiki (8:30) Ilari Filppula (20:27) Zach Budish (53:41) | 3:1 (1:0, 1:1, 1:0) Spielbericht | HK Junost Minsk Michail Stefanowitsch (33:26) | Gatorade Center, Turku Zuschauer: 2.121 |

| 9. Oktober 2018 19:30 Uhr | EHC Red Bull München Jakob Mayenschein (9:19) Maximilian Kastner (46:24) Jakob Mayenschein (59:59) | 3:2 (1:0, 0:1, 2:1) Spielbericht | Malmö Redhawks Fredrik Händemark (27:27) Carl-Johan Lerby (50:19) | Olympia-Eisstadion, München Zuschauer: 1.970 |

| 16. Oktober 2018 18:30 Uhr | Malmö Redhawks Martin Janolhs (9:02) Max Görtz (35:09) Fredrik Händemark (42:49) Emil Sylvegård (53:12) Konstantin Komarek (57:13) Martin Janolhs (59:40) | 6:1 (1:0, 1:1, 4:0) Spielbericht | EHC Red Bull München Mark Voakes (26:00) | Malmö Arena, Malmö Zuschauer: 2.355 |

| 17. Oktober 2018 18:00 Uhr | HK Junost Minsk Kiryl Brykun (5:20) Michail Stefanowitsch (59:40) | 2:1 (1:0, 0:0, 1:1) Spielbericht | TPS Turku Patrick Bjorkstrand (50:56) | Tschyschouka-Arena, Minsk Zuschauer: 4.522 |

| Pl. |                      | Sp | S | OTS | OTN | N | Tore  | Punkte |
| 1.  | Malmö Redhawks       | 6  | 4 | 0   | 0   | 2 | 24:16 | 12     |
| 2.  | EHC Red Bull München | 6  | 4 | 0   | 0   | 2 | 19:17 | 12     |
| 3.  | TPS Turku            | 6  | 2 | 0   | 0   | 4 | 15:21 | 6      |
| 4.  | HK Junost Minsk      | 6  | 2 | 0   | 0   | 4 | 13:17 | 6      |

Abkürzungen: Pl. = Platz, Sp = Spiele, S = Siege, OTS = Siege nach Verlängerung (Overtime) oder Penaltyschießen, OTN = Niederlagen nach Verlängerung oder Penaltyschießen, N = Niederlagen

Erläuterungen: Achtelfinalqualifikant

### Gruppe C
| 31. August 2018 17:30 Uhr | GKS Tychy Tomáš Sýkora (4:33) Filip Komorski (29:27) Michael Cichy (31:05) | 3:5 (1:1, 2:2, 0:2) Spielbericht | HIFK Helsinki Johan Motin (18:09) Ryan O’Connor (26:35) Lennart Petrell (32:40) Johan Motin (43:19) Lucas Lessio (52:12) | Stadion Zimowy Tychy, Tychy Zuschauer: 2.018 |

| 31. August 2018 19:45 Uhr | HC Bozen Daniel Catenacci (0:38) Michael Blunden (14:10) Marco Insam (36:43) Alex Petan (65:00) | 4:3 n. P. (2:1, 1:1, 0:1, 0:0, 1:0) Spielbericht | Skellefteå AIK Linus Lindström (14:32) Filip Berglund (20:46) Juhamatti Aaltonen (54:21) | Eiswelle, Bozen Zuschauer: 3.011 |

| 2. September 2018 15:30 Uhr | GKS Tychy Alex Szczechura (26:00) | 1:8 (0:3, 1:4, 0:1) Spielbericht | Skellefteå AIK Jimmie Ericsson (5:25) Patrik Norén (11:37) Oscar Möller (13:26) Filip Berglund (24:39) Edwin Hedberg (27:30) Petter Granberg (32:08) Jonathan Pudas (34:08) Emil Djuse (49:07) | Stadion Zimowy Tychy, Tychy Zuschauer: 2.318 |

| 2. September 2018 18:30 Uhr | HC Bozen Marco Insam (23:37) Michael Blunden (27:31) Michael Blunden (36:48) Brett Findlay (47:57) | 4:1 (0:1, 3:0, 1:0) Spielbericht | HIFK Helsinki Ryan O’Connor (4:41) | Eiswelle, Bozen Zuschauer: 3.760 |

| 6. September 2018 18:00 Uhr | HIFK Helsinki Teemu Eronen (21:25) | 1:2 n. P. (0:0, 1:1, 0:0, 0:0, 0:1) Spielbericht | HC Bozen Ivan Deluca (32:00) Massimo Carozza (65:00) | Helsingin Jäähalli, Helsinki Zuschauer: 4.642 |

| 6. September 2018 18:30 Uhr | Skellefteå AIK Petter Granberg (19:15) Edwin Hedberg (21:28) Jonathan Berggren (27:44) Albin Eriksson (43:28) Joakim Lindström (48:21) Bud Holloway (50:58) | 6:2 (1:1, 2:0, 3:1) Spielbericht | GKS Tychy Jakub Witecki (1:29) Filip Komorski (55:29) | Skellefteå Kraft Arena, Skellefteå Zuschauer: 2.131 |

| 8. September 2018 15:00 Uhr | Skellefteå AIK Oscar Möller (26:24) Linus Lindström (41:41) | 2:1 (0:1, 1:0, 1:0) Spielbericht | HC Bozen Marco Insam (3:41) | Skellefteå Kraft Arena, Skellefteå Zuschauer: 2.096 |

| 8. September 2018 18:00 Uhr | HIFK Helsinki Teemu Eronen (11:10) Teemu Eronen (52:24) | 2:1 (1:0, 0:0, 1:1) Spielbericht | GKS Tychy Alex Szczechura (47:13) | Helsingin Jäähalli, Helsinki Zuschauer: 4.271 |

| 9. Oktober 2018 18:00 Uhr | HIFK Helsinki Teemu Eronen (17:37) | 1:5 (1:1, 0:0, 0:4) Spielbericht | Skellefteå AIK Andreas Wingerli (10:16) Oscar Möller (41:16) Adam Pettersson (44:14) Oscar Möller (43:34) Oscar Möller (54:56) | Helsingin Jäähalli, Helsinki Zuschauer: 4.109 |

| 10. Oktober 2018 17:30 Uhr | GKS Tychy Andrij Michnow (6:16) Michael Cichy (17:45) Gleb Klimenko (21:54) Michael Cichy (53:43) Bartłomiej Jeziorski (59:49) | 5:3 (2:2, 1:1, 2:0) Spielbericht | HC Bozen Anton Bernard (14:22) Marco Insam (18:03) Andrew Crescenzi (38:21) | Stadion Zimowy Tychy, Tychy Zuschauer: 2.158 |

| 16. Oktober 2018 18:30 Uhr | Skellefteå AIK Juhamatti Aaltonen (16:41) Oscar Möller (31:59) Oscar Möller (42:24) | 3:4 n. V. (1:1, 1:0, 1:2, 0:1) Spielbericht | HIFK Helsinki Juhani Tyrväinen (4:41) Markus Kankaanperä (48:45) Juhani Tyrväinen (58:50) Lennart Petrell (63:11) | Skellefteå Kraft Arena, Skellefteå Zuschauer: 1.522 |

| 16. Oktober 2018 19:45 Uhr | HC Bozen Mike Blunden (9:59) Luca Frigo (18:53) Mike Blunden (28:57) Marco Insam (30:01) Matti Kuparinen (47:00) Matti Kuparinen (50:20) | 6:4 (2:0, 2:3, 2:1) Spielbericht | GKS Tychy Radosław Galant (30:22) Jarosław Rzeszutko (31:49) Andrij Michnow (38:07) Alex Szczechura (42:58) | Eiswelle, Bozen Zuschauer: 3.010 |

| Pl. |                | Sp | S | OTS | OTN | N | Tore  | Punkte |
| 1.  | Skellefteå AIK | 6  | 4 | 0   | 2   | 0 | 27:13 | 14     |
| 2.  | HC Bozen       | 6  | 2 | 2   | 0   | 2 | 20:16 | 10     |
| 3.  | HIFK Helsinki  | 6  | 2 | 1   | 1   | 2 | 14:18 | 9      |
| 4.  | GKS Tychy      | 6  | 1 | 0   | 0   | 5 | 16:30 | 3      |

Abkürzungen: Pl. = Platz, Sp = Spiele, S = Siege, OTS = Siege nach Verlängerung (Overtime) oder Penaltyschießen, OTN = Niederlagen nach Verlängerung oder Penaltyschießen, N = Niederlagen

Erläuterungen: Achtelfinalqualifikant

### Gruppe D
| 31. August 2018 18:00 Uhr | HK Njoman Hrodna Sergei Smurow (10:02) Anton Jelissejenka (24:01) Sergei Smurow (38:04) Aljaksandr Maljauka (43:34) | 4:2 (1:1, 2:2, 0:2) Spielbericht | HC Kometa Brno Jan Hruška (27:59) Jan Štencel (30:00) | Arena Hrodna, Hrodna Zuschauer: 2.385 |

| 31. August 2018 19:30 Uhr | Eisbären Berlin Micki DuPont (14:22) Mark Olver (22:02) Marcel Noebels (23:07) | 3:5 (1:1, 2:2, 0:2) Spielbericht | EV Zug Dario Simion (14:44) Raphael Diaz (32:40) Lino Martschini (37:16) Viktor Stålberg (40:25) Reto Suri (58:32) | Wellblechpalast, Berlin Zuschauer: 3.525 |

| 2. September 2018 16:00 Uhr | HK Njoman Hrodna Aljaksandr Maljauka (43:41) Sergei Smurow (49:25) | 2:4 (0:0, 0:1, 2:3) Spielbericht | EV Zug Lino Martschini (38:08) Dominic Lammer (45:08) Reto Suri (57:56) David McIntyre (59:12) | Arena Hrodna, Hrodna Zuschauer: 2.513 |

| 2. September 2018 17:00 Uhr | Eisbären Berlin Martin Buchwieser (39:47) Colin Smith (53:46) | 2:3 (0:0, 1:3, 1:0) Spielbericht | HC Kometa Brno Martin Dočekal (24:53) Jan Hruška (30:52) Karel Plášek (35:05) | Wellblechpalast, Berlin Zuschauer: 3.030 |

| 6. September 2018 18:00 Uhr | HC Kometa Brno Luboš Horký (5:17) Lukáš Nahodil (7:47) Luboš Horký (11:10) Juraj Mikuš (33:02) Jan Hruška (48:41) Luboš Horký (57:26) | 6:2 (3:1, 1:1, 2:0) Spielbericht | HK Njoman Hrodna Arzjom Ljauscha (2:34) Artzjm Kisly (31:31) | DRFG Arena, Brünn Zuschauer: 3.240 |

| 7. September 2018 19:45 Uhr | EV Zug Carl Klingberg (14:51) Viktor Stålberg (30:50) Miro Zryd (34:54) Lino Martschini (35:34) Yannick-Lennart Albrecht (45:20) Garrett Roe (47:05) | 6:1 (1:1, 3:0, 2:0) Spielbericht | Eisbären Berlin Jonas Müller (10:31) | Bossard Arena, Zug Zuschauer: 4.246 |

| 8. September 2018 17:00 Uhr | EV Zug Dario Simion (12:04) Carl Klingberg (57:29) | 2:3 (1:0, 0:1, 1:1, 0:1) Spielbericht | HK Njoman Hrodna Arzjom Kisly (20:45) Arzjom Kisly (54:52) Arzjom Ljauscha (64:56) | Bossard Arena, Zug Zuschauer: 2.559 |

| 9. September 2018 17:00 Uhr | HC Kometa Brno Petr Holík (11:31) Martin Dočekal (15:58) Peter Mueller (31:45) Alexandre Mallet (42:59) | 4:3 (2:2, 1:1, 1:0) Spielbericht | Eisbären Berlin Sean Backman (6:03) James Sheppard (9:15) Jamie MacQueen (37:00) | DRFG Arena, Brünn Zuschauer: 4.271 |

| 10. Oktober 2018 18:00 Uhr | HC Kometa Brno Ondřej Němec (6:11) Dalimil Mikyska (8:02) | 2:3 (2:0, 0:0, 0:3) Spielbericht | EV Zug Lino Martschini (48:50) Yannick-Lennart Albrecht (56:08) Reto Suri (58:28) | DRFG Arena, Brünn Zuschauer: 3.022 |

| 10. Oktober 2018 19:30 Uhr | Eisbären Berlin Brendan Ranford (14:48) James Sheppard (31:20) Marcel Noebels (32:08) Colin Smith (41:39) | 4:1 (1:1, 2:0, 1:0) Spielbericht | HK Njoman Hrodna Anton Jelissejenka (16:29) | Mercedes-Benz-Arena, Berlin Zuschauer: 4.110 |

| 16. Oktober 2018 18:00 Uhr | HK Njoman Hrodna Sjarhej Maljauka (10:05) Mikita Arlou (25:56) | 2:4 (1:1, 1:1, 0:2) Spielbericht | Eisbären Berlin Daniel Fischbuch (1:09) Brendan Ranford (35:02) Sean Backman (51:49) Micki DuPont (56:04) | Arena Hrodna, Hrodna Zuschauer: 2.130 |

| 16. Oktober 2018 19:45 Uhr | EV Zug Dominic Lammer (5:16) Dario Simion (17:19) | 2:1 (2:0, 0:1, 0:0) Spielbericht | HC Kometa Brno Jan Hruška (20:27) | Bossard Arena, Zug Zuschauer: 4.810 |

| Pl. |                  | Sp | S | OTS | OTN | N | Tore  | Punkte |
| 1.  | EV Zug           | 6  | 5 | 0   | 1   | 0 | 22:12 | 16     |
| 2.  | HC Kometa Brno   | 6  | 3 | 0   | 0   | 3 | 18:16 | 9      |
| 3.  | Eisbären Berlin  | 6  | 2 | 0   | 0   | 4 | 17:21 | 6      |
| 4.  | HK Njoman Hrodna | 6  | 1 | 1   | 0   | 4 | 14:22 | 5      |

Abkürzungen: Pl. = Platz, Sp = Spiele, S = Siege, OTS = Siege nach Verlängerung (Overtime) oder Penaltyschießen, OTN = Niederlagen nach Verlängerung oder Penaltyschießen, N = Niederlagen

Erläuterungen: Achtelfinalqualifikant

### Gruppe E
| 31. August 2018 17:30 Uhr | HC Oceláři Třinec Martin Adamský (31:22) | 1:6 (0:2, 1:0, 0:4) Spielbericht | Djurgården IF Stockholm Jacob Josefsson (9:01) Gustav Possler (19:38) Jacob Josefsson (46:36) Marcus Davidsson (47:19) Emil Bernström (57:26) Daniel Widing (58:49) | Werk Arena, Třinec Zuschauer: 3.669 |

| 31. August 2018 19:30 Uhr | Storhamar Hockey Niklas Fogström (37:34) Patrick Thoresen (43:36) Patrick Thoresen (PS) | 3:2 n. P. (0:1, 1:1, 1:0, 0:0, 1:0) Spielbericht | Tappara Tampere Juhani Jasu (2:53) Jere Karjalainen (32:55) | CC Amfi, Hamar Zuschauer: 3.883 |

| 2. September 2018 17:30 Uhr | HC Oceláři Třinec Aron Chmielewski (37:23) David Cienciala (46:53) | 2:8 (0:1, 1:6, 1:1) Spielbericht | Tappara Tampere Matti Järvinen (18:10) Matti Järvinen (28:27) Juhani Jasu (28:45) Jere Karjalainen (30:45) Antti Erkinjuntti (31:08) Aleksi Elorinne (33:11) Aleksi Elorinne (39:13) Niko Ojamäki (42:02) | Werk Arena, Třinec Zuschauer: 3.128 |

| 2. September 2018 18:00 Uhr | Storhamar Hockey Joel Johansson (27:55) Steffen Thoresen (42:25) | 2:3 n. V. (0:0, 1:0, 1:2, 0:1) Spielbericht | Djurgården IF Stockholm Daniel Brodín (52:12) Jacob Josefsson (58:38) Marcus Davidsson (64:49) | CC Amfi, Hamar Zuschauer: 4.766 |

| 7. September 2018 18:00 Uhr | Tappara Tampere Juhani Jasu (11:40) Tomáš Záborský (13:02) Otto Rauhala (13:26) Niko Ojamäki (35:00) Niko Ojamäki (36:23) Tomáš Záborský (51:12) | 6:1 (3:0, 2:0, 1:1) Spielbericht | Storhamar Hockey Patrick Thoresen (43:31) | Hakametsä, Tampere Zuschauer: 3.226 |

| 7. September 2018 18:30 Uhr | Djurgården IF Stockholm Emil Bemström (8:01) Andreas Engqvist (34:50) Daniel Brodin (46:58) | 3:4 (1:0, 1:2, 1:2) Spielbericht | HC Oceláři Třinec Vladimír Dravecký (25:12) Tomáš Marcinko (39:35) Filip Haman (52:59) Aron Chmielewski (57:50) | Hovet, Stockholm Zuschauer: 1.916 |

| 9. September 2018 15:30 Uhr | Djurgården IF Stockholm Jacob Josefson (16:00) Andreas Engqvist (17:51) Daniel Brodin (35:35) Andreas Engqvist (36:10) Daniel Brodin (58:08) | 5:2 (2:1, 2:1, 1:0) Spielbericht | Storhamar Hockey Patrick Thoresen (8:20) Joel Johansson (33:40) | Hovet, Stockholm Zuschauer: 3.356 |

| 9. September 2018 18:00 Uhr | Tappara Tampere Matti Järvinen (37:17) Aleksi Elorinne (41:03) Valtteri Kemiläinen (60:55) | 3:2 n. V. (0:0, 1:1, 1:1, 1:0) Spielbericht | HC Oceláři Třinec Erik Hrňa (20:27) Marek Viedenský (52:40) | Hakametsä, Tampere Zuschauer: 3.351 |

| 9. Oktober 2018 17:30 Uhr | HC Oceláři Třinec Ondřej Kovařčík (22:20) Tomáš Marcinko (36:08) | 2:3 (0:1, 2:0, 0:2) Spielbericht | Storhamar Hockey Robin Dahlstrøm (2:42) Eirik Salsten (45:37) Patrick Thoresen (58:39) | Werk Arena, Třinec Zuschauer: 2.669 |

| 9. Oktober 2018 18:30 Uhr | Djurgården IF Stockholm Niclas Bergfors (4:40) Henrik Eriksson (39:59) Niclas Bergfors (48:19) | 3:5 (1:0, 1:3, 1:2) Spielbericht | Tappara Tampere Kristian Kuusela (24:22) Joona Luoto (28:37) Jarkko Malinen (33:22) Kristian Kuusela (52:13) Jarkko Malinen (58:06) | Hovet, Stockholm Zuschauer: 1.683 |

| 16. Oktober 2018 18:00 Uhr | Tappara Tampere Fälth Elias (4:25) Anton Levtchi (8:10) Niko Ojamäki (41:37) Joona Luoto (51:04) Matti Järvinen (58:17) | 5:1 (2:0, 0:1, 3:0) Spielbericht | Djurgården IF Stockholm Emil Bemström (31:14) | Hakametsä, Tampere Zuschauer: 3.673 |

| 16. Oktober 2018 19:00 Uhr | Storhamar Hockey Lars Løkken Østli (10:47) Martin Rønnild (13:41) Steffen Thoresen (21:20) Aaron Irving (34:42) Patrick Thoresen (43:18) Steffen Thoresen (46:49) | 6:2 (2:0, 2:2, 2:0) Spielbericht | HC Oceláři Třinec Jiří Polanský (25:49) Vladimír Svačina (31:49) | CC Amfi, Hamar Zuschauer: 4.210 |

| Pl. |                         | Sp | S | OTS | OTN | N | Tore  | Punkte |
| 1.  | Tappara Tampere         | 6  | 4 | 1   | 1   | 0 | 29:12 | 15     |
| 2.  | Storhamar Hockey        | 6  | 2 | 1   | 1   | 2 | 17:20 | 9      |
| 3.  | Djurgården IF Stockholm | 6  | 2 | 1   | 0   | 3 | 21:19 | 8      |
| 4.  | HC Oceláři Třinec       | 6  | 1 | 0   | 1   | 4 | 13:29 | 4      |

Abkürzungen: Pl. = Platz, Sp = Spiele, S = Siege, OTS = Siege nach Verlängerung (Overtime) oder Penaltyschießen, OTN = Niederlagen nach Verlängerung oder Penaltyschießen, N = Niederlagen

Erläuterungen: Achtelfinalqualifikant

### Gruppe F
| 31. August 2018 17:00 Uhr | Mountfield Hradec Králové Juraj Bezúch (29:29) | 1:2 (0:2, 1:0, 0:0) Spielbericht | Nürnberg Ice Tigers Leonhard Pföderl (4:09) Eugen Alanov (5:21) | ČPP aréna, Hradec Králové Zuschauer: 3.058 |

| 31. August 2018 18:00 Uhr | Oulun Kärpät Jari Sailio (3:08) Teemu Kivihalme (10:50) Lasse Kukkonen (31:59) Mika Pyörälä (47:45) | 4:0 (2:0, 1:0, 1:0) Spielbericht | Dragons de Rouen | Oulun Energia Areena, Oulu Zuschauer: 3.150 |

| 2. September 2018 17:30 Uhr | Mountfield Hradec Králové Tomáš Vincour (20:33) Daniel Rákos (20:56) Oskars Cibuļskis (32:43) | 3:2 (0:1, 3:0, 0:1) Spielbericht | Dragons de Rouen Nicolas Ritz (8:57) Anthony Guttig (52:27) | ČPP aréna, Hradec Králové Zuschauer: 2.448 |

| 2. September 2018 18:00 Uhr | Oulun Kärpät Mika Pyörälä (12:50) Michal Krištof (13:10) Michal Krištof (22:40) Otto Karvinen (23:00) Jasper Lindsten (35:24) Nicklas Lasu (38:32) Nicklas Lasu (40:43) Taneli Ronkainen (42:53) Tino Metsävainio (45:35) | 9:3 (2:0, 4:2, 3:1) Spielbericht | Nürnberg Ice Tigers Leonhard Pföderl (30:40) Will Acton (32:18) Brandon Buck (52:50) | Oulun Energia Areena, Oulu Zuschauer: 3.250 |

| 7. September 2018 19:30 Uhr | Nürnberg Ice Tigers Brandon Segal (16:09) Brandon Buck (38:48) Chris Brown (50:37) Chris Brown (60:29) | 4:3 n. V. (1:2, 1:0, 1:1, 1:0) Spielbericht | Mountfield Hradec Králové Tomáš Vincour (16:40) Dominik Graňák (17:59) Matĕj Chalupa (47:22) | Arena Nürnberger Versicherung, Nürnberg Zuschauer: 4.081 |

| 7. September 2018 20:00 Uhr | Dragons de Rouen Nicolas Ritz (4:08) Michel Mikulik (18:15) | 2:4 (2:1, 0:2, 0:1) Spielbericht | Oulun Kärpät Ville Leskinen (18:35) Aleksi Heponiemi (28:29) Nicklas Lasu (32:08) Nicklas Lasu (58:17) | Île Lacroix, Rouen Zuschauer: 2.746 |

| 9. September 2018 20:00 Uhr | Dragons de Rouen Michel Mikulik (39:03) Nicolas Ritz (43:57) | 2:0 (0:0, 1:0, 1:0) Spielbericht | Mountfield Hradec Králové | Île Lacroix, Rouen Zuschauer: 2.646 |

| 9. September 2018 17:00 Uhr | Nürnberg Ice Tigers Chris Brown (9:13) Brandon Segal (41:06) Will Acton (46:49) Will Acton (55:17) | 4:3 (1:1, 0:2, 3:0) Spielbericht | Oulu Kärpät Shaun Heshka (5:23) Mika Pyörälä (21:07) Lasse Kukkonen (34:04) | Arena Nürnberger Versicherung, Nürnberg Zuschauer: 4.421 |

| 9. Oktober 2018 18:00 Uhr | Oulun Kärpät Michal Krištof (23:16) Nicklas Lasu (28:56) Rasmus Kupari (39:37) | 3:2 (0:0, 3:2, 0:0) Spielbericht | Mountfield Hradec Králové Daniel Rákos (20:45) Matej Paulovič (33:30) | Oulun Energia Areena, Oulu Zuschauer: 3.283 |

| 10. Oktober 2018 20:00 Uhr | Dragons de Rouen Nicolas Deschamps (28:17) Joel Caron (49:26) Nicolas Deschamps (59:37) Anthony Guttig (59:48) | 4:2 (0:0, 1:1, 3:1) Spielbericht | Nürnberg Ice Tigers Chris Brown (26:57) Will Acton (42:26) | Île Lacroix, Rouen Zuschauer: 2.742 |

| 16. Oktober 2018 19:30 Uhr | Nürnberg Ice Tigers Shawn Lalonde (15:40) Eugen Alanov (49:40) | 2:5 (1:1, 0:2, 1:2) Spielbericht | Dragons de Rouen Alexander Aleardi (11:10) Loïc Lampérier (24:14) Michel Miklík (34:38) Nicolas Deschamps (54:37) Nicolas Deschamps (59:49) | Arena Nürnberger Versicherung, Nürnberg Zuschauer: 4.031 |

| 17. Oktober 2018 18:00 Uhr | Mountfield Hradec Králové Matěj Chalupa (7:43) Michal Dragoun (10:08) Radovan Pavlík (51:12) | 3:4 n. P. (2:1, 0:1, 1:1, 0:1) Spielbericht | Oulun Kärpät Jani Hakanpää (17:35) Julius Hermonen (32:16) Otto Karvinen (55:56) Radek Koblížek (PS) | ČPP aréna, Hradec Králové Zuschauer: 1.308 |

| Pl. |                           | Sp | S | OTS | OTN | N | Tore  | Punkte |
| 1.  | Oulun Kärpät              | 6  | 4 | 1   | 0   | 1 | 27:14 | 15     |
| 2.  | Dragons de Rouen          | 6  | 3 | 0   | 0   | 3 | 15:15 | 9      |
| 3.  | Nürnberg Ice Tigers       | 6  | 2 | 1   | 0   | 3 | 17:25 | 8      |
| 4.  | Mountfield Hradec Králové | 6  | 1 | 0   | 2   | 3 | 12:17 | 4      |

Abkürzungen: Pl. = Platz, Sp = Spiele, S = Siege, OTS = Siege nach Verlängerung (Overtime) oder Penaltyschießen, OTN = Niederlagen nach Verlängerung oder Penaltyschießen, N = Niederlagen

Erläuterungen: Achtelfinalqualifikant

### Gruppe G
| 30. August 2018 18:30 Uhr | Växjö Lakers Joel Persson (8:21) | 1:2 (1:1, 0:0, 0:1) Spielbericht | SC Bern Thomas Rüfenacht (17:46) Marc Kämpf (56:18) | Vida Arena, Växjö Zuschauer: 4.319 |

| 30. August 2018 20:20 Uhr | Cardiff Devils Layne Ulmer (27:53) Mike Hedden (39:43) | 2:5 (0:3, 2:1, 0:1) Spielbericht | EC Red Bull Salzburg Dominique Heinrich (10:57) Dominique Heinrich (12:24) John Hughes (15:13) Michael Schiechl (24:39) Martin Štajnoch (56:23) | Ice Arena Wales, Cardiff Zuschauer: 2.356 |

| 1. September 2018 15:00 Uhr | Växjö Lakers Austin Ortega (6:42) Janne Pesonen (14:04) Roman Horák (32:16) Austin Ortega (46:17) Austin Ortega (59:43) | 5:2 (2:0, 1:1, 2:1) Spielbericht | EC Red Bull Salzburg Matthias Trattnig (25:34) Thomas Raffl (54:14) | Vida Arena, Växjö Zuschauer: 4.695 |

| 1. September 2018 20:15 Uhr | Cardiff Devils Mark Richardson (20:31) Mike Hedden (27:55) | 2:3 n. V. (0:0, 2:2, 0:0, 0:1) Spielbericht | SC Bern Thomas Rüfenacht (21:11) Calle Andersson (24:54) Andrew Ebbett (60:50) | Ice Arena Wales, Cardiff Zuschauer: 2.958 |

| 6. September 2018 19:30 Uhr | EC Red Bull Salzburg Mario Huber (5:48) Chris VandeVelde (14:58) Brant Harris (25:35) Raphael Herburger (28:24) | 4:2 (2:0, 2:1, 0:1) Spielbericht | Cardiff Devils Mike Hedden (34:50) Layne Ulmer (45:35) | Eisarena Salzburg, Salzburg Zuschauer: 1.467 |

| 6. September 2018 19:45 Uhr | SC Bern Simon Moser (16:19) Gaëtan Haas (32:14) Jan Muršak (35:56) Jan Muršak (55:10) | 4:3 (1:0, 2:1, 1:2) Spielbericht | Växjö Lakers Niclas Burström (33:11) Roman Horák (44:27) Linus Fröberg (50:51) | PostFinance Arena, Bern Zuschauer: 6.071 |

| 8. September 2018 19:45 Uhr | SC Bern Simon Moser (24:16) Grégory Sciaroni (44:55) Ramon Untersander (55:20) | 3:2 (0:1, 1:1, 2:0) Spielbericht | Cardiff Devils Matthew Myers (12:05) Joey Martin (30:48) | PostFinance Arena, Bern Zuschauer: 5.761 |

| 8. September 2018 20:20 Uhr | EC Red Bull Salzburg Dustin Gazley (17:01) Brant Harris (27:12) Raphael Herburger (30:47) Ryan Duncan (59:44) | 4:3 (1:1, 2:1, 1:1) Spielbericht | Växjö Lakers Linus Fröberg (1:47) Pontus Netterberg (26:15) Linus Fröberg (59:25) | Eisarena Salzburg, Salzburg Zuschauer: 1.480 |

| 9. Oktober 2018 18:30 Uhr | Växjö Lakers Pontus Netterberg (10:00) Brendan Shinnimin (15:35) Jonas Røndbjerg (59:09) | 3:1 (2:1, 0:0, 1:0) Spielbericht | Cardiff Devils Mike Hedden (8:33) | Vida Arena, Växjö Zuschauer: 4.108 |

| 10. Oktober 2018 19:45 Uhr | SC Bern Jan Muršak (52:37) Gaëtan Haas (PS) | 2:1 n. P. (0:0, 0:1, 1:0, 0:0, 1:0) Spielbericht | EC Red Bull Salzburg Brant Harris (39:12) | PostFinance Arena, Bern Zuschauer: 13.715 |

| 16. Oktober 2018 20:30 Uhr | Cardiff Devils Layne Ulmer (29:51) Joey Martin (31:18) Stephen Dixon (32:45) Layne Ulmer (42:31) Joey Martin (49:09) | 5:6 n. V. (0:2, 3:1, 2:2, 0:1) Spielbericht | Växjö Lakers Liam Reddox (4:17) Linus Fröberg (17:56) Karl Johansson (22:31) Janne Pesonen (40:21) Joel Persson (57:35) Joel Persson (64:18) | Ice Arena Wales, Cardiff Zuschauer: 2.009 |

| 17. Oktober 2018 19:30 Uhr | EC Red Bull Salzburg Bobby Raymond (34:46) Alexander Rauchenwald (58:23) | 2:1 (0:1, 1:0, 1:0) Spielbericht | SC Bern Thomas Rüfenacht (8:08) | Eisarena Salzburg, Salzburg Zuschauer: 2.061 |

| Pl. |                      | Sp | S | OTS | OTN | N | Tore   | Punkte |
| 1.  | EC Red Bull Salzburg | 6  | 4 | 0   | 1   | 1 | 18:15  | 13     |
| 2.  | SC Bern              | 6  | 3 | 2   | 0   | 1 | 15:11  | 13     |
| 3.  | Växjö Lakers         | 6  | 2 | 1   | 0   | 3 | 21:18  | 8      |
| 4.  | Cardiff Devils       | 6  | 0 | 0   | 2   | 4 | 014:24 | 2      |

Abkürzungen: Pl. = Platz, Sp = Spiele, S = Siege, OTS = Siege nach Verlängerung (Overtime) oder Penaltyschießen, OTN = Niederlagen nach Verlängerung oder Penaltyschießen, N = Niederlagen

Erläuterungen: Achtelfinalqualifikant

### Gruppe H
| 30. August 2018 17:00 Uhr | HC Plzeň Vojtěch Němec (12:43) Václav Nedorost (31:40) Vojtěch Němec (53:37) | 3:2 (1:0, 1:2, 1:0) Spielbericht | HC Lugano Sébastien Reuille (31:28) Linus Klasen (37:23) | Home Monitoring Aréna, Pilsen Zuschauer: 4.172 |

| 30. August 2018 19:30 Uhr | HC 05 Banská Bystrica Ján Sýkora (7:06) | 1:6 (1:2, 0:3, 0:1) Spielbericht | JYP Jyväskylä Juuso Vainio (1:09) Alex Lindroos (10:49) Samuli Ratinen (24:47) Robert Rooba (25:11) Juha-Pekka Hytönen (29:58) Juha-Pekka Hytönen (46:25) | Zimný štadión Banská, Banská Bystrica Zuschauer: 1.717 |

| 1. September 2018 16:30 Uhr | HC Plzeň Miroslav Indrák (2:36) Ondřej Kratĕna (4:28) David Stach (31:30) Vojtěch Němec (34:53) | 4:2 (2:1, 2:1, 0:0) Spielbericht | JYP Jyväskylä Janne Kolehmainen (2:13) David Tomášek (34:17) | Home Monitoring Aréna, Pilsen Zuschauer: 3.844 |

| 1. September 2018 19:00 Uhr | HC 05 Banská Bystrica Guillaume Asselin (16:01) Tomáš Zigo (24:18) Ben Marshall (26:49) Éric Faille (37:21) Tomáš Zigo (49:00) | 5:2 (1:0, 3:2, 1:0) Spielbericht | HC Lugano Grégory Hofmann (20:18) Jani Lajunen (28:25) | Zimný štadión Banská, Banská Bystrica Zuschauer: 1.962 |

| 7. September 2018 18:00 Uhr | JYP Jyväskylä Juha-Pekka Hytönen (1:48) David Tomášek (58:59) | 2:6 (1:4, 0:2, 1:0) Spielbericht | HC Plzeň Ondřej Kratĕna (0:42) Miroslav Indrák (3:42) Milan Gulaš (12:11) Petr Straka (18:10) Petr Kodýtek (22:49) Petr Straka (38:02) | LähiTapiola Areena, Jyväskylä Zuschauer: 3.354 |

| 7. September 2018 19:45 Uhr | HC Lugano Benoît Jecker (1:49) Raffaele Sannitz (5:00) Linus Klasen (20:19) Jani Lajunen (50:52) | 4:1 (2:1, 1:0, 1:0) Spielbericht | HC 05 Banská Bystrica Róbert Varga (8:54) | Cornèr Arena, Porza Zuschauer: 3.876 |

| 9. September 2018 18:00 Uhr | JYP Jyväskylä Jarkko Immonen (1:18) Jaakko Jokinen (20:25) David Tomášek (23:47) Éric Perrin (28:41) David Tomášek (47:42) Jani Tuppurainen (59:11) | 6:0 (1:0, 3:0, 2:0) Spielbericht | HC 05 Banská Bystrica | LähiTapiola Areena, Jyväskylä Zuschauer: 3.171 |

| 9. September 2018 19:45 Uhr | HC Lugano Grégory Hofmann (50:20) Grégory Hofmann (58:44) | 2:3 (0:2, 0:1, 2:0) Spielbericht | HC Plzeň Milan Gulaš (15:41) Vojtěch Němec (18:03) Lukáš Kaňák (34:06) | Cornèr Arena, Porza Zuschauer: 3.689 |

| 9. Oktober 2018 17:00 Uhr | HC Plzeň David Stach (4:57) David Stach (9:13) Lukáš Kaňák (12:44) Jakub Pour (27:42) Petr Kodýtek (49:52) Jaroslav Kracík (56:39) | 6:4 (3:1, 1:1, 2:2) Spielbericht | HC 05 Banská Bystrica Róbert Varga (2:15) Ján Sýkora (30:59) Gilbert Gabor (45:13) Tomáš Török (52:59) | Home Monitoring Aréna, Pilsen Zuschauer: 3.196 |

| 9. Oktober 2018 19:45 Uhr | HC Lugano Grégory Hofmann (8:34) Grégory Hofmann (53:13) | 2:0 (1:0, 0:0, 1:0) Spielbericht | JYP Jyväskylä | Cornèr Arena, Porza Zuschauer: 3.614 |

| 16. Oktober 2018 18:00 Uhr | JYP Jyväskylä | 0:1 (0:0, 0:0, 0:1) Spielbericht | HC Lugano Maxim Lapierre (55:21) | LähiTapiola Areena, Jyväskylä Zuschauer: 3.424 |

| 17. Oktober 2018 17:00 Uhr | HC 05 Banská Bystrica Tomáš Török (28:19) Ivan Ďatelinka (39:59) | 2:3 n. V. (0:1, 2:1, 0:0, 0:1) Spielbericht | HC Plzeň Petr Kodýtek (9:02) Petr Eret (29:13) Petr Kodýtek (62:57) | Zimný štadión Banská, Banská Bystrica Zuschauer: 1.832 |

| Pl. |                       | Sp | S | OTS | OTN | N | Tore  | Punkte |
| 1.  | HC Plzeň              | 6  | 5 | 1   | 0   | 0 | 25:14 | 17     |
| 2.  | HC Lugano             | 6  | 3 | 0   | 0   | 3 | 13:12 | 9      |
| 3.  | JYP Jyväskylä         | 6  | 2 | 0   | 0   | 4 | 16:14 | 6      |
| 4.  | HC 05 Banská Bystrica | 6  | 1 | 0   | 1   | 4 | 13:27 | 4      |

Abkürzungen: Pl. = Platz, Sp = Spiele, S = Siege, OTS = Siege nach Verlängerung (Overtime) oder Penaltyschießen, OTN = Niederlagen nach Verlängerung oder Penaltyschießen, N = Niederlagen

Erläuterungen: Achtelfinalqualifikant

## K.O.-Phase
Folgende Mannschaften sind für das Achtelfinale qualifiziert:
| Gruppe | Gruppenerster (gesetzt im Achtelfinale) | Gruppenzweiter (ungesetzt im Achtelfinale) |
| ------ | --------------------------------------- | ------------------------------------------ |
| A      | Frölunda HC Göteborg                    | ZSC Lions Zürich                           |
| B      | Malmö Redhawks                          | EHC Red Bull München                       |
| C      | Skellefteå AIK                          | HC Bozen                                   |
| D      | EV Zug                                  | HC Kometa Brno                             |
| E      | Tappara Tampere                         | Storhamar Hockey                           |
| F      | Oulun Kärpät                            | Dragons de Rouen                           |
| G      | EC Red Bull Salzburg                    | SC Bern                                    |
| H      | HC Plzeň 1929                           | HC Lugano                                  |

### K.O.-Baum
|  | Achtelfinale         | Achtelfinale         | Achtelfinale |                      |   | Viertelfinale | Viertelfinale | Viertelfinale |  |  | Halbfinale | Halbfinale | Halbfinale |  |  | Finale | Finale |  |
|  |                      |                      |              |                      |   |               |               |               |  |  |            |            |            |  |  |        |        |  |
|  | EHC Red Bull München | 2                    | 2            |                      |   |               |               |               |  |  |            |            |            |  |  |        |        |  |
|  | EV Zug               | 3                    | 0            |                      |   |               |               |               |  |  |            |            |            |  |  |        |        |  |
|  | EV Zug               | 3                    | 0            | EHC Red Bull München | 2 | 5 1           |               |               |  |  |            |            |            |  |  |        |        |  |
|  |                      |                      |              | EHC Red Bull München | 2 | 5 1           |               |               |  |  |            |            |            |  |  |        |        |  |
|  |                      | Malmö Redhawks       | 1            | 5                    |   |               |               |               |  |  |            |            |            |  |  |        |        |  |
|  | Malmö Redhawks       | Malmö Redhawks       | 1            | 5                    | 4 | 1             |               |               |  |  |            |            |            |  |  |        |        |  |
|  | Malmö Redhawks       |                      |              |                      | 4 | 1             |               |               |  |  |            |            |            |  |  |        |        |  |
|  | SC Bern              | 1                    | 0            |                      |   |               |               |               |  |  |            |            |            |  |  |        |        |  |
|  | SC Bern              | 1                    | 0            | EHC Red Bull München | 0 | 3             |               |               |  |  |            |            |            |  |  |        |        |  |
|  |                      |                      |              |                      |   |               |               |               |  |  |            |            |            |  |  |        |        |  |
|  |                      | EC Red Bull Salzburg | 0            | 1                    |   |               |               |               |  |  |            |            |            |  |  |        |        |  |
|  | ZSC Lions Zürich     | EC Red Bull Salzburg | 0            | 1                    | 4 | 2             |               |               |  |  |            |            |            |  |  |        |        |  |
|  | ZSC Lions Zürich     |                      |              |                      | 4 | 2             |               |               |  |  |            |            |            |  |  |        |        |  |
|  | Oulun Kärpät         | 4                    | 3            |                      |   |               |               |               |  |  |            |            |            |  |  |        |        |  |
|  | Oulun Kärpät         | 4                    | 3            | EC Red Bull Salzburg | 3 | 1             |               |               |  |  |            |            |            |  |  |        |        |  |
|  |                      |                      |              | EC Red Bull Salzburg | 3 | 1             |               |               |  |  |            |            |            |  |  |        |        |  |
|  |                      | Oulun Kärpät         | 2            | 1                    |   |               |               |               |  |  |            |            |            |  |  |        |        |  |
|  | Dragons de Rouen     | Oulun Kärpät         | 2            | 1                    | 3 | 1             |               |               |  |  |            |            |            |  |  |        |        |  |
|  | Dragons de Rouen     |                      |              |                      | 3 | 1             |               |               |  |  |            |            |            |  |  |        |        |  |
|  | EC Red Bull Salzburg | 3                    | 5            |                      |   |               |               |               |  |  |            |            |            |  |  |        |        |  |
|  | EC Red Bull Salzburg | 3                    | 5            | EHC Red Bull München | 1 |               |               |               |  |  |            |            |            |  |  |        |        |  |
|  |                      |                      |              |                      |   |               |               |               |  |  |            |            |            |  |  |        |        |  |
|  |                      | Frölunda HC Göteborg | 3            |                      |   |               |               |               |  |  |            |            |            |  |  |        |        |  |
|  | HC Kometa Brno       | Frölunda HC Göteborg | 3            | 5                    | 5 |               |               |               |  |  |            |            |            |  |  |        |        |  |
|  | HC Kometa Brno       |                      |              |                      | 5 |               |               |               |  |  |            |            |            |  |  |        |        |  |
|  | Tappara Tampere      | 1                    | 5            |                      |   |               |               |               |  |  |            |            |            |  |  |        |        |  |
|  | Tappara Tampere      | 1                    | 5            | HC Kometa Brno       | 1 | 1             |               |               |  |  |            |            |            |  |  |        |        |  |
|  |                      |                      |              | HC Kometa Brno       | 1 | 1             |               |               |  |  |            |            |            |  |  |        |        |  |
|  |                      | Frölunda HC Göteborg | 4            | 6                    |   |               |               |               |  |  |            |            |            |  |  |        |        |  |
|  | HC Lugano            | Frölunda HC Göteborg | 4            | 6                    | 1 | 4             |               |               |  |  |            |            |            |  |  |        |        |  |
|  | HC Lugano            |                      |              |                      | 1 | 4             |               |               |  |  |            |            |            |  |  |        |        |  |
|  | Frölunda HC Göteborg | 1                    | 5            |                      |   |               |               |               |  |  |            |            |            |  |  |        |        |  |
|  | Frölunda HC Göteborg | 1                    | 5            | Frölunda HC Göteborg | 6 | 3             |               |               |  |  |            |            |            |  |  |        |        |  |
|  |                      |                      |              |                      |   |               |               |               |  |  |            |            |            |  |  |        |        |  |
|  |                      | HC Plzeň 1929        | 3            | 1                    |   |               |               |               |  |  |            |            |            |  |  |        |        |  |
|  | Storhamar Hockey     | HC Plzeň 1929        | 3            | 1                    | 4 | 2             |               |               |  |  |            |            |            |  |  |        |        |  |
|  | Storhamar Hockey     |                      |              |                      | 4 | 2             |               |               |  |  |            |            |            |  |  |        |        |  |
|  | Skellefteå AIK       | 4                    | 3            |                      |   |               |               |               |  |  |            |            |            |  |  |        |        |  |
|  | Skellefteå AIK       | 4                    | 3            | Skellefteå AIK       | 3 | 1             |               |               |  |  |            |            |            |  |  |        |        |  |
|  |                      |                      |              | Skellefteå AIK       | 3 | 1             |               |               |  |  |            |            |            |  |  |        |        |  |
|  |                      | HC Plzeň 1929        | 3            | 2                    |   |               |               |               |  |  |            |            |            |  |  |        |        |  |
|  | HC Bozen             | HC Plzeň 1929        | 3            | 2                    | 1 | 2             |               |               |  |  |            |            |            |  |  |        |        |  |
|  | HC Bozen             |                      |              |                      | 1 | 2             |               |               |  |  |            |            |            |  |  |        |        |  |
|  | HC Plzeň 1929        | 6                    | 6            |                      |   |               |               |               |  |  |            |            |            |  |  |        |        |  |

### Achtelfinale
1. Duell:  EHC Red Bull München (B2) –  EV Zug (D1) 4:3
| 6. November 2018 20:00 Uhr | EHC Red Bull München Justin Shugg (29:35) John Mitchell (32:25) | 2:3 (0:1, 2:1, 0:1) Spielbericht | EV Zug Dominik Schlumpf (9:20) Lino Martschini (28:13) Lino Martschini (57:58) | Olympia-Eissportzentrum, München Zuschauer: 2.290 |

| 20. November 2018 19:45 Uhr | EV Zug | 0:2 (0:0, 0:1, 0:1) Spielbericht | EHC Red Bull München Justin Shugg (21:07) Frank Mauer (54:52) | Bossard Arena, Zug Zuschauer: 4.946 |

2. Duell:  Malmö Redhawks (B1) –  SC Bern (G2) 5:1
| 6. November 2018 18:00 Uhr | Malmö Redhawks Henrik Hetta (23:37) Malte Setkov (35:44) Emil Sylvegård (54:43) Anton Mylläri (58:07) | 4:1 (0:0, 2:1, 2:0) Spielbericht | SC Bern Matthias Bieber (31:51) | Malmö Arena, Malmö Zuschauer: 2.543 |

| 20. November 2018 19:45 Uhr | SC Bern | 0:1 (0:0, 0:0, 0:1) Spielbericht | Malmö Redhawks Stefan Warg (58:18) | PostFinance Arena, Bern Zuschauer: 13.573 |

3. Duell:  ZSC Lions Zürich (A2) –  Oulun Kärpät (F1) 6:7
| 6. November 2018 19:45 Uhr | ZSC Lions Zürich Kevin Klein (8:47) Raphael Prassl (15:42) Fredrik Pettersson (33:47) Fredrik Pettersson (59:58) | 4:4 (2:2, 1:0, 1:2) Spielbericht | Oulun Kärpät Aleksi Heponiemi (0:44) Nicklas Lasu (18:41) Nicklas Lasu (51:20) Shaun Heshka (58:53) | Hallenstadion, Zürich Zuschauer: 3.510 |

| 20. November 2018 18:00 Uhr | Oulun Kärpät Teemu Kivihalme (10:38) Radek Koblížek (43:37) Radek Koblížek (58:47) | 3:2 (1:1, 0:1, 2:0) Spielbericht | ZSC Lions Zürich Chris Baltisberger (13:12) Jérôme Bachofner (21:20) | Oulun Energia Areena, Oulu Zuschauer: 3.441 |

4. Duell:  Dragons de Rouen (F2) –  EC Red Bull Salzburg (G1) 4:8
| 6. November 2018 20:00 Uhr | Dragons de Rouen Marc-André Thinel (13:24) Nicolas Deschamps (18:35) Nicolas Ritz (21:49) | 3:3 (2:2, 1:1, 0:0) Spielbericht | EC Red Bull Salzburg Peter Hochkofler (14:55) Chris VandeVelde (15:38) Martin Štajnoch (39:32) | île Lacroix, Rouen Zuschauer: 2.746 |

| 20. November 2018 19:30 Uhr | EC Red Bull Salzburg Ryan Duncan (11:19) Brant Harris (18:57) Thomas Raffl (27:47) Bobby Raymond (56:35) Ryan Duncan (58:29) | 5:1 (2:0, 1:1, 2:0) Spielbericht | Dragons de Rouen Joris Bedin (27:00) | Eisarena Salzburg, Salzburg Zuschauer: 2.177 |

5. Duell:  HC Kometa Brno (D2) –  Tappara Tampere (E1) 10:6
| 6. November 2018 18:00 Uhr | HC Kometa Brno Leoš Čermák (7:40) Karel Plášek (9:11) Peter Mueller (22:18) Petr Holík (48:08) Leoš Čermák (53:04) | 5:1 (2:0, 1:1, 2:0) Spielbericht | Tappara Tampere Sami Moilanen (24:05) | DRFG Arena, Brünn Zuschauer: 3.365 |

| 20. November 2018 18:00 Uhr | Tappara Tampere Veli-Matti Vittasmaki (2:02) Fälth Elias (11:01) Antti Erkinjuntti (30:04) Antti Erkinjuntti (44:54) Juhani Jasu (57:41) | 5:5 (2:0, 1:2, 2:3) Spielbericht | HC Kometa Brno Lukáš Kašpar (23:30) Martin Zaťovič (24:42) Jan Hruška (48:07) Peter Mueller (53:25) Martin Dočekal (55:46) | Hakametsä, Tampere Zuschauer: 4.049 |

6. Duell:  HC Lugano (H2) –  Frölunda HC Göteborg (A1) 6:5
| 6. November 2018 19:45 Uhr | HC Lugano Henrik Haapala (38:21) | 1:1 (0:0, 1:1, 0:0) Spielbericht | Frölunda HC Göteborg Pathrik Westerholm (25:46) | Cornèr Arena, Porza Zuschauer: 3.846 |

| 20. November 2018 18:00 Uhr | Frölunda HC Göteborg Jonathan Sigalet (0:50) Ryan Lasch (34:30) Sebastian Stålberg (45:12) Anders Grönlund (52:08) Ryan Lasch (57:13) | 5:4 (1:1, 1:2, 3:1) Spielbericht | HC Lugano Alessio Bertaggia (11:33) Alessio Bertaggia (31:17) Jani Lajunen (32:35) Raffaele Sannitz (48:56) | Frölundaborg, Göteborg Zuschauer: 2.469 |

7. Duell:  Storhamar Hockey (E2) –  Skellefteå AIK (C1) 6:7
| 6. November 2018 18:30 Uhr | Storhamar Hockey Steffen Thoresen (25:31) Victor Svensson (37:29) Christian Larrivée (38:09) Jens Jakobs (46:19) | 4:4 (0:0, 3:4, 1:0) Spielbericht | Skellefteå AIK Mathis Olimb (20:40) Edwin Hedberg (29:32) Emil Djuse (31:21) Patrik Norén (31:47) | CC Amfi, Hamar Zuschauer: 4.850 |

| 20. November 2018 18:00 Uhr | Skellefteå AIK Juhamatti Aaltonen (9:16) Bud Holloway (28:09) Bud Holloway (31:42) | 3:2 (1:2, 2:0, 0:0) Spielbericht | Storhamar Hockey Steffen Thoresen (5:18) Joel Johansson (12:26) | Skellefteå Kraft Arena, Skellefteå Zuschauer: 1.524 |

8. Duell:  HC Bozen (C2) –  HC Plzeň 1929 (H1) 3:12
| 6. November 2018 19:45 Uhr | HC Bozen Alex Petan (22:41) | 1:6 (0:2, 1:3, 0:1) Spielbericht | HC Plzeň 1929 Conor Allen (4:28) Miroslav Indrák (6:52) Miroslav Indrák (25:08) Milan Gulaš (32:03) Miroslav Indrák (38:49) Petr Straka (49:22) | Eiswelle, Bozen Zuschauer: 4.850 |

| 20. November 2018 17:00 Uhr | HC Plzeň 1929 Milan Gulaš (15:13) Milan Gulaš (21:16) Miroslav Preisinger (25:29) Milan Gulaš (23:44) Milan Gulaš (33:33) Miroslav Indrák (51:04) | 6:2 (1:0, 4:2, 1:0) Spielbericht | HC Bozen Marco Insam (28:58) Brett Findlay (33:56) | Home Monitoring Aréna, Pilsen Zuschauer: 4.831 |

### Viertelfinale
1. Duell:  EHC Red Bull München (B2) –  Malmö Redhawks (B1) 7:6 n. V.
| 4. Dezember 2018 19:30 Uhr | EHC Red Bull München Derek Joslin (47:14) Frank Mauer (53:37) | 2:1 (0:0, 0:0, 2:1) Spielbericht | Malmö Redhawks Frederik Storm (45:38) | Olympia-Eisstadion, München Zuschauer: 3.440 |

| 11. Dezember 2018 18:00 Uhr | Malmö Redhawks Emil Sylvegård (2:58) Johan Olofson (11:38) Johan Olofson (34:53) Jens Olsson (38:40) Frederik Storm (53:16) | 5:5 n. V. (2:1, 2:3, 1:0, 0:1) Spielbericht | EHC Red Bull München Trevor Parkes (19:56) Trevor Parkes (21:17) Justin Shugg (24:26) Daryl Boyle (39:43) Trevor Parkes (64:02) | Malmö Arena, Malmö Zuschauer: 2.493 |

2. Duell:  EC Red Bull Salzburg (G1) –  Oulun Kärpät (F1) 4:3
| 4. Dezember 2018 19:30 Uhr | EC Red Bull Salzburg Brant Harris (21:29) Brant Harris (41:53) John Hughes (59:37) | 3:2 (0:0, 1:0, 2:2) Spielbericht | Oulun Kärpät Nicklas Lasu (43:30) Jyri Junnila (49:33) | Eisarena Salzburg, Salzburg Zuschauer: 2.786 |

| 11. Dezember 2018 18:00 Uhr | Oulun Kärpät Oskar Osala (21:47) | 1:1 (0:1, 1:0, 0:0) Spielbericht | EC Red Bull Salzburg Alexander Rauchenwald (14:23) | Oulun Energia Areena, Oulu Zuschauer: 3.565 |

3. Duell:  HC Kometa Brno (D2) –  Frölunda HC Göteborg (A1) 2:10
| 4. Dezember 2018 18:00 Uhr | HC Kometa Brno Bedřich Köhler (9:57) | 1:4 (1:1, 0:3, 0:0) Spielbericht | Frölunda HC Göteborg Patrik Carlsson (19:33) Patrik Carlsson (20:17) Mats Rosseli-Olsen (27:21) Chay Genoway (30:54) | DRFG Arena, Brünn Zuschauer: 3.290 |

| 11. Dezember 2018 18:00 Uhr | Frölunda HC Göteborg Chay Genoway (20:39) Patrik Carlsson (26:10) Chay Genoway (29:42) Pathrik Westerholm (41:07) Rhett Rakhshani (43:58) Ponthus Westerholm (53:59) | 6:1 (0:1, 3:0, 3:0) Spielbericht | HC Kometa Brno Erik Meluzín (2:26) | Frölundaborg, Göteborg Zuschauer: 2.058 |

4. Duell:  Skellefteå AIK (C1) –  HC Plzeň 1929 (H1) 4:5 n. P.
| 4. Dezember 2018 18:00 Uhr | Skellefteå AIK Juhamatti Aaltonen (47:25) Linus Lindström (52:55) Linus Lindström (57:06) | 3:3 (0:1, 0:2, 3:0) Spielbericht | HC Plzeň 1929 Milan Gulaš (11:20) Matyáš Kantner (25:17) Petr Kodýtek (28:22) | Skellefteå Kraft Arena, Skellefteå Zuschauer: 1.570 |

| 11. Dezember 2018 17:00 Uhr | HC Plzeň 1929 Jakub Kindl (59:24) Jan Kovář (70:00) | 2:1 n. P. (0:0, 0:0, 1:1, 0:0, 1:0) Spielbericht | Skellefteå AIK Robin Alvarez (57:32) | Home Monitoring Aréna, Pilsen Zuschauer: 4.224 |

### Halbfinale
1. Duell:  EHC Red Bull München (B2) –  EC Red Bull Salzburg (G1) 3:1
| 8. Januar 2019 19:30 Uhr | EHC Red Bull München | 0:0 (0:0, 0:0, 0:0) Spielbericht | EC Red Bull Salzburg | Olympia-Eisstadion, München Zuschauer: 6.142 |

| 16. Januar 2019 20:20 Uhr | EC Red Bull Salzburg Alexander Rauchenwald (13:26) | 1:3 (1:2, 0:0, 0:1) Spielbericht | EHC Red Bull München Maximilian Kastner (16:57) Yannic Seidenberg (19:54) Patrick Hager (49:59) | Eisarena Salzburg, Salzburg Zuschauer: 3.400 |

2. Duell:  Frölunda HC Göteborg (A1) –  HC Plzeň 1929 (H1) 9:4
| 8. Januar 2019 18:00 Uhr | Frölunda HC Göteborg Joel Mustonen (5:45) Rhett Rakhshani (11:43) Ryan Lasch (27:54) Anders Grönlund (29:49) Simon Hjalmarsson (31:06) Rhett Rakhshani (47:57) | 6:3 (2:1, 3:1, 1:1) Spielbericht | HC Plzeň 1929 Conor Allen (18:48) Conor Allen (24:31) Conor Allen (50:56) | Frölundaborg, Göteborg Zuschauer: 2.975 |

| 15. Januar 2019 17:30 Uhr | HC Plzeň 1929 Denis Kindl (50:42) | 1:3 (0:1, 0:0, 1:2) Spielbericht | Frölunda HC Göteborg Ryan Lasch (3:12) Simon Hjalmarsson (41:59) Joel Mustonen (42:41) | Home Monitoring Aréna, Pilsen Zuschauer: 5.105 |

### Finale
| 5. Februar 2019 19:00 Uhr | Frölunda HC Göteborg Samuel Fagemo (10:32) Ryan Lasch (24:16) Ponthus Westerholm (34:27) | 3:1 (1:0, 2:0, 0:1) Spielbericht | EHC Red Bull München Yasin Ehliz (51:29) | Scandinavium, Göteborg Zuschauer: 12.044 |

## Auszeichnungen

### Kader des CHL-Siegers
| Sieger der Champions Hockey League Frölunda HC Göteborg | Torhüter: Johan Gustafsson, Johan Mattsson Verteidiger: Viktor Ekbom, Chay Genoway, Brandon Gormley, Anders Grönlund, Gustav Lindström, Jacob Moverare, Mattias Nørstebø, David Printz, Jonathan Sigalet Stürmer: Patrik Carlsson, Samuel Fagemo, Oliwer Fjellström, Max Friberg, Simon Hjalmarsson, Ryan Lasch, Joel Lundqvist, Joel Mustonen, Linus Nässén, Rhett Rakhshani, Lucas Raymond, Mats Rosseli Olsen, Sebastian Stålberg, Pathrik Westerholm, Ponthus Westerholm Cheftrainer: Roger Rönnberg Assistenztrainer: Johan Lundskog, Kristofer Näslund |

### Spielertrophäen
| Auszeichnung         | Spieler       | Mannschaft           |
| -------------------- | ------------- | -------------------- |
| Wertvollster Spieler | Trevor Parkes | EHC Red Bull München |
| Topscorer            | Ryan Lasch    | Frölunda HC Göteborg |